# Syndicate (игра, 1993)
Syndicate (с англ. — «Синдикат») — компьютерная игра, совмещающая стратегический и тактический элементы. Разработана компанией Bullfrog Productions и выпущена Electronic Arts в 1993 году. Жанр сюжета — киберпанк, антиутопия. Вид тактического экрана изометрический от третьего лица.

## Сюжет игры
Будущее. Мир разделён на зоны, находящиеся под контролем синдикатов, чья власть поддерживается технологией виртуальной реальности, специальными чипами, вживлёнными в мозг граждан и подменяющими окружающий мир иллюзией. Конфликты между синдикатами при переделе зон влияния принято решать с применением отрядов боевых киборгов.
Игроку предстоит возглавить один из синдикатов и при помощи кибернетических отрядов силой захватить контроль над миром.

## Игровой процесс

### Стратегическая составляющая
Стратегическая часть состоит из экономического и научно-технического элементов. Доступно регулирование уровня налогов в захваченных регионах. От уровня налогов зависит отношение населения региона к власти. Также доступно ведение исследований в области вооружения, оборудования и кибернетических органов для агентов в боевом отряде.

### Тактическая составляющая
Для выполнения боевых миссий требуется набрать отряд от одного до четырёх агентов. Чаще всего заданием миссии является уничтожение всех вражеских агентов или определённого персонажа, но иногда для выполнения задания требуется определённый предмет, порой недоступный без проведения исследований.
Изюминкой игры является возможность взламывать чип иллюзий практически у любого персонажа непосредственно во время миссии. Перехват вражеских агентов и вооружение прохожих позволяет превратить слабую четверку киборгов игрока в устрашающий карательный отряд из нескольких десятков единиц.

## Разработка
Первоначальная версия игры была издана для платформ Amiga, DOS и Macintosh. Для консолей Sega Mega Drive и SNES движок был переработан для возможности работы на платформах с ограниченными ресурсами и изменённым управлением. Основные отличия между версиями состоят в наборе миссий и управлении агентами (использование джойстика вместо мыши). Позднее Electronic Arts выпустила сборник классических игр для PSP, куда вошла консольная версия Syndicate. Также существует версия для приставки 3DO R.E.A.L Interactive Multiplayer.

## Продолжение игры
После выхода игры было выпущено дополнение Syndicate: American Revolt. Версия Syndicate Plus, вышедшая в 1994 году, включает в себя Syndicate и American Revolt и поддерживает игру по сети.
В 1996 году вышла полностью трехмерная игра Syndicate Wars, являющаяся продолжением Syndicate. Стиль и сюжет в целом не претерпели изменений. Однако, игра получила новый интерфейс, наибольшие изменения коснулись боевых миссий.
В феврале 2012 года Starbreeze Studios выпустила новую игру Syndicate в жанре «шутер от первого лица» с сильным уклоном в мультиплеерную составляющую.
28 августа 2015 года 5 Lives Studios выпустила Satellite Reign, игру, вдохновлённую сеттингом оригинальной Syndicate.

## Оценки и отзывы
Syndicate Plus на Metacritic